# مهارات القرن الحادي والعشرين

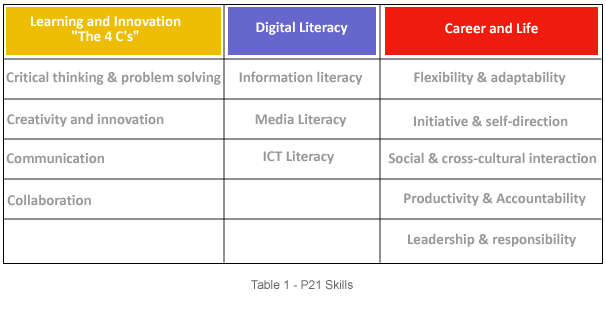
مهارات القرن الحادي والعشرين

تشتمل مهارات القرن الحادي والعشرين على المهارات والقدرات والسلوكيات الحياتية التي يحتاجها المعلمون والتربويون وأصحاب الأعمال والأكاديميون والمؤسسات الحكومية وغيرهم لتحقيق النجاح في مجتمعات وأماكن العمل في القرن الحادي والعشرين، حيث تعتبر هذه المهارات جزءًا من حركة دولية متنامية تركز على المهارات التي يجب على الطلاب إتقانها ليتمكنوا من النجاح في مجتمع رقمي سريع التطور. كما ترتبط العديد من هذه المهارات بالتعلّم المُتعمّق، والذي يعتمد على إتقان مهارات معينة مثل المنطق التحليلي وحل المشكلات المعقدة والعمل الجماعي، ولكن تختلف هذه المهارات عن المهارات الأكاديمية التقليدية حيث أنها لا تستند بشكل أساسي إلى المحتوى المعرفي. شهد المجتمع تغيرات متسارعة في الاقتصاد والتكنولوجيا خلال العقود الأخيرة من القرن العشرين وحتى القرن الحادي والعشرين، مما أثّر على طبيعة أماكن العمل ومتطلباتها بشكل كبير، وبالتالي أثّر على المتطلبات التي يجب على النظام التعليمي تلبيتها لإعداد الطلاب لسوق العمل. منذ الثمانينيات حتى يومنا هذا، أصدرت الحكومة والمعلمون وأرباب العمل سلسلة من التقارير التي تحدد المهارات والاستراتيجيات الأساسية اللازمة لتوجيه الطلاب والعمال نحو تلبية متطلبات مكان العمل والمجتمع المتغيرَين باستمرار.
هناك احتمال كبير أن تغير القوى العاملة الحالية وظائفها أو مجالات عملها، حيث في السابق كان مواليد فترة طفرة المواليد (مواليد الفترة بعد الحرب العالمية الثانية بين عامي 1946 و1964) كانوا ينضموا إلى سوق العمل بحثاً عن الاستقرار المادي والاجتماعي، ولكن الأجيال اللاحقة يبحثون بشكل أكبر عن السعادة والرضا في حياتهم العملية. من المرجح الآن أن يغير العمال الشباب في أمريكا الشمالية وظائفهم بمعدل أعلى بكثير من السابق، حيث يغيرون مجال عملهم مرة كل 4.4 سنوات في المتوسط. ولكن تغيير مجال العمل يتطلب مجموعة مهارات مختلفة تمكن العمال من أن يكونوا أكثر مرونتاً وقابلة للتكيف لتولي مناصب مختلفة في مجالات مهنية مختلفة.
انخفضت أهمية الأدوار المهنية والتجارية بشكل ملحوظ نظراً إلى تحول الاقتصاديات الغربية من اقتصاديات صناعية إلى اقتصاديات خدماتية. ومع ذلك هناك حاجة متزايدة نحو المهارات الصلبة المحددة وإتقان مجموعات مهارات معينة مع التركيز على محو الأمية الرقمية. كما أن هناك أهمية متزايدة لمهارات التواصل مع الأشخاص والتعامل معهم والتي تنطوي على التفاعل والتعاون مع الآخرين. كما أن هناك أهمية متزايدة لمهارات الواصل مع الأشخاص والتعامل معهم والتي تنطوي على التفاعل والتعاون مع الآخرين، وبالطبع هناك طلب كبير على المهارات التي تمكن الأشخاص من أن يكونوا أكثر مرونتاً وقابلة للتكيف لتولي مناصب مختلفة في مجالات مهنية مختلفة، مثل تلك المهارات التي تتطلب معالجة المعلومات وإدارة الموارد البشرية وليس التعامل مع المعدات في مكتب أو مصنع ما. ويشار إلى هذه المهارات أيضاً باسم «المهارات التطبيقية» أو «المهارات اللينة»،  وتشمل على المهارات الشخصية أو التعاونية أو المستندة إلى التعلم، مثل المهارات الحياتية (سلوكيات حل المشكلات) ومهارات التعامل مع الأشخاص والمهارات الاجتماعية. يمكن تصنيف المهارات إلى ثلاث مجالات رئيسية:
- مهارات التعلم والابتكار : التفكير النقدي وحل المشكلات، التواصل والتعاون، الإبداع والابتكار
- مهارات محو الأمية الرقمية : محو الأمية المعلوماتية، محو الأمية الإعلامية، محو الأمية في تكنولوجيا المعلومات والاتصالات
- المهارات المهنية والحياتية : المرونة والقدرة على التكيف والمبادرة والتوجيه الذاتي والتفاعل الاجتماعي والثقافي والإنتاجية والمساءلة

يتم تعريف العديد من هذه المهارات أيضًا على أنها من الصفات الأساسية للتعليم التقدمي، والذي هو عبارة عن حركة تربوية بدأت في أواخر القرن التاسع عشر ومازالت مستمرة في أشكال مختلفة حتى الوقت الحاضر.

## خلفية عامة
منذ أوائل الثمانينيات من القرن الماضي، أجرت مجموعة متنوعة من الكيانات الحكومية والأكاديمية والخيرية والمؤسسية أبحاثاً هامة لتحديد المهارات والكفاءات الشخصية والأكاديمية الرئيسية التي ينبغي أن يكتسبها الجيل الحالي والجيل القادم، حيث بدأ تحديد وتطبيق مهارات القرن الحادي والعشرين في التعليم وأماكن العمل في الولايات المتحدة، ومن ثم امتدّ إلى كندا،   في المملكة المتحدة،  نيوزيلندا،  ومن خلال منظمات وطنية ودولية مثل ابيك  ومنظمة التعاون الاقتصادي والتنمية.
في عام 1981، أنشأ وزير التعليم الأمريكي «اللجنة الوطنية للتميز في التعليم» لفحص جودة التعليم في الولايات المتحدة. وأصدرت اللجنة تقرير «الأُمة في خطر: أمر إلزامي لإصلاح التعليم» في عام 1983، ومن أهم استنتاجات التقرير هو أن «يجب أن يركز إصلاح التعليم على الهدف من إنشاء مجتمع تعليمي». وتضمنت توصيات التقرير المحتوى والمهارات التعليمية التالية:
الأساسيات الجديدة الخمس: اللغة الإنجليزية والرياضيات والعلوم والدراسات الاجتماعية وعلوم الكمبيوتر أمور أخرى متعلقة بالمناهج: تطوير الكفاءة والدقة والمهارات لتعلم اللغات الأجنبية والفنون المسرحية والفنون الجميلة والدراسات المهنية والسعي للحصول على تعليم عالي المستوى. المهارات والقدرات (مدمجة): 
- الشغف للتعلم
- الفهم العميق
- تطبيق ما تم تعلمه
- الفحص والتحقيق والتفكير النقدي والمنطق
- التواصل - الكتابة بشكل جيد، والاستماع بفعالية، والمناقشة بذكاء، وكذلك اتقان لغة أجنبية،
- فهم الثقافات والمجتمعات والبيئات الأخرى والانخراط بها
- التكنولوجيا - فهم الكمبيوتر على أنه جهاز معلومات وحساب واتصال وفهم عالم أجهزة الكمبيوتر والإلكترونيات والتقنيات ذات الصلة.
- تنوع التعلم عبر مجموعة واسعة من المجالات مثل الفنون الجميلة والفنون المسرحية والمهنية

حتى بداية القرن الحادي والعشرين، ركزت أنظمة التعليم حول العالم على تكديس المعرفة في عقول طلابها. ونتيجة لذلك، ركزت المدارس على تعليم مهارات القراءة والكتابة والحساب لطلابها، حيث تم اعتبارها مهارات ضرورية لاكتساب المعرفة. ولكن التطورات الأخيرة في التكنولوجيا والاتصالات السلكية واللاسلكية جعلت المعلومات والمعرفة متوفرة في كل مكان ويمكن الوصول إليها بسهولة في القرن الحادي والعشرين، وبالتالي بالرغم من أن مهارات القراءة والكتابة والحساب لا تزال مهمة وضرورية، إلا أنها لم تعد كافية في الوقت الحاضر. وبالتالي من أجل مواكبة التغيرات التكنولوجية والديمغرافية والاجتماعية والاقتصادية بدأت أنظمة التعليم في التوجه نحو تعليم طلابها مجموعة من المهارات التي لا تعتمد فقط على الإدراك المعرفي وإنما تعتمد أيضاً على الترابط بين الخصائص المعرفية والاجتماعية والعاطفية.
بذلت الكثير من الجهات والمؤسسات حول العالم جهود ملحوظة في هذا المجال، أهمها لجنة سكرتارية وزارة العمل الأمريكية حول اكتساب المهارات الضرورية، وهي عبارة تحالف وطني يسمى «الشراكة من أجل مهارات القرن الحادي والعشرين»، والمنظمة الدولية للتعاون الاقتصادي والتنمية، والرابطة الأمريكية للكليات والجامعات، والباحثين في معهد ماساتشوستس للتكنولوجيا والمؤسسات وغيره من مؤسسات التعليم العالي، وبالإضافة إلى المؤسسات الخاصة.
استنتجت دراسات إضافية أخرى أن أفضل المهارات التي تطلبها شركات وفقاً لمجلة فورتشن الأمريكية في عام 2000 قد تحولت من مهارات القراءة والكتابة والحساب إلى مهارات العمل الجماعي وحل المشكلات ومهارات التعامل مع الآخرين. كما كشفت دراسة استقصائية أجرتها منظمة مجلس المؤتمرات العالمية في عام 2006 وشملت حوالي 400 صاحب عمل أن أهم المهارات التي يجب أن تتوفر في الوافدين الجدد في القوى العاملة هي مهارات الاتصال الشفوي والكتابي والتفكير النقدي وحل المشكلات، والتي تعتبر أهم من المعرفة والمهارات الأساسية، مثل القراءة والكتابة والحساب، في حين أن مهارات القراءة والكتابة والحساب لا تزال تعتبر أساسية وضرورية للوافدين الجدد في القوى العاملة، ولكن أكد أصحاب العمل على أن المهارات التطبيقية مثل التعاون والعمل الجماعي والتفكير النقدي «مهمة جدًا» للنجاح في العمل.

## المهارات
المهارات والكفاءات التي تعتبر بشكل عام «مهارات القرن الحادي والعشرين» متنوعة ولكنها تشترك في بعض المواضيع المشتركة. وهي تستند إلى فرضية أن التعلم الفعال، أو التعلم الأعمق التعلم العميق، هو مجموعة من النتائج التعليمية للطلاب بما في ذلك اكتساب محتوى أكاديمي أساسي قوي، ومهارات التفكير العليا، وتصرفات التعلم. تتضمن طريقة التدريس هذه إنشاء والعمل مع الآخرين وتحليل وتقديم ومشاركة كل من تجربة التعلم والمعرفة أو الحكمة المكتسبة، بما في ذلك الزملاء والموجهين وكذلك المعلمين. يتناقض هذا مع منهجية التعلم التقليدية التي تتضمن التعلم عن طريق الحفظ عن ظهر قلب وإعادة المعلومات / المعرفة إلى المعلم للحصول على الدرجة.
المهارات موجهة نحو الطلاب والعاملين لتعزيز المشاركة والبحث عن روابط للمعرفة والأفكار والأقران والمعلمين والجمهور الأوسع، وصياغتها، وتسهيلها؛ وخلق / إنتاج؛ والعرض / النشر. تم إجراء التصنيف أو التجميع لتشجيع وتعزيز طرق التدريس التي تسهل التعلم العميق من خلال كل من التعليم التقليدي وكذلك التعلم النشط والتعلم القائم على المشاريع والتعلم القائم على حل المشكلات وغير ذلك. حدد استطلاع عام 2012 الذي أجرته جمعية الإدارة الأمريكية (AMA) ثلاث مهارات عليا ضرورية لموظفيها: التفكير النقدي والتواصل والتعاون. فيما يلي بعض القوائم الأكثر سهولة في التعرف على مهارات القرن الحادي والعشرين.

### المعايير الاساسية
تهدف المعايير الأساسية المشتركة الصادرة في عام 2010 إلى دعم «تطبيق المعرفة من خلال مهارات التفكير العليا». تتمثل الأهداف المعلنة للمبادرة في تعزيز المهارات والمفاهيم المطلوبة للاستعداد للكلية والوظيفة في تخصصات متعددة والحياة في الاقتصاد العالمي. المهارات المحددة للنجاح في مجالات محو الأمية والرياضيات:
- المنطق المقنع وجمع الأدلة
- التفكير النقدي وحل المشكلات والتفكير التحليلي والاتصالات

### SCANS سكانز (لجنة السكرتارية في تحقيق المهارات)
بعد إصدار Nation at Risk ، عين وزير العمل الأمريكي لجنة الوزير المعنية بتحقيق المهارات الضرورية Secretary's Commission on Achieving Necessary Skills (SCANS) لتحديد المهارات اللازمة للشباب للنجاح في مكان العمل لتعزيز الاقتصاد العالي الأداء. ركز SCANS على ما أسموه نظام «تعلم أسلوب العيش». في عام 1991، أصدروا تقريرهم الأولي، ما العمل الذي يتطلبه المدارس. وخلص التقرير إلى أن مكان العمل عالي الأداء يتطلب عمالاً لديهم المهارات الأساسية الأساسية: المهارات الأساسية والمعرفة، ومهارات التفكير لتطبيق تلك المعرفة، والمهارات الشخصية للإدارة والأداء؛ وخمس كفاءات رئيسية في مكان العمل.
المهارات الأساسية
- المهارات الأساسية: القراءة والكتابة وإجراء العمليات الحسابية والرياضية والاستماع والتحدث.
- مهارات التفكير: يفكر بشكل إبداعي، يتخذ القرارات، يحل المشاكل، يتصور، يعرف كيف يتعلم، والأسباب
- الصفات الشخصية: يظهر المسؤولية واحترام الذات، التواصل الاجتماعي والإدارة الذاتية والنزاهة والصدق

الكفاءات في مكان العمل
- الموارد: تحدد وتنظم وتخطط وتخصص الموارد
- التعامل مع الاخرين: يعمل مع الآخرين (يشارك كعضو في فريق، ويعلم الآخرين مهارات جديدة، ويخدم العملاء / العملاء، ويمارس القيادة، ويتفاوض، ويعمل مع التنوع).
- المعلومات: يكتسب المعلومات ويستخدمها (يكتسب ويقيم، ينظم ويحافظ، ويفسر وينقل المعلومات؛ يستخدم أجهزة الكمبيوتر لمعالجة المعلومات).
- الأنظمة: فهم العلاقات المعقدة (فهم الأنظمة، ومراقبة الأداء وتصحيحه، وتحسين الأنظمة أو تصميمها).
- التكنولوجيا: تعمل مع مجموعة متنوعة من التقنيات (يختار التكنولوجيا، ويطبق التكنولوجيا على المهام، ويحافظ على المعدات ويصلحها).